# Мердриньяк (кантон)
Мердринья́к (фр. Merdrignac) — упраздненный кантон во Франции, в регионе Бретань, департамент Кот-д’Армор. Входил в состав округа Динан.
Код INSEE кантона — 2225. Всего в кантон Мердриньяк входило 9 коммун, из них главной коммуной являлась Мердриньяк.

## Коммуны кантона
| Коммуна        | Население, чел. (1999) | Почтовый индекс | Код INSEE |
| -------------- | ---------------------- | --------------- | --------- |
| Гомне          | 539                    | 22230           | 22062     |
| Иллифо         | 632                    | 22230           | 22083     |
| Лоскуэт-сюр-Мё | 603                    | 22230           | 22133     |
| Лорнан         | 733                    | 22230           | 22122     |
| Мердриньяк     | 2830                   | 22230           | 22147     |
| Мерийак        | 241                    | 22230           | 22148     |
| Сен-Вран       | 688                    | 22230           | 22333     |
| Сен-Лонёк      | 194                    | 22230           | 22309     |
| Треморель      | 915                    | 22230           | 22371     |

## Население
Население кантона на 2006 год составляло 7 693 человека.
| 1962 | 1968 | 1975 | 1982 | 1990 | 1999  | 2006  | 2007 |
| ---- | ---- | ---- | ---- | ---- | ----- | ----- | ---- |
| -    | -    | -    | -    | -    | 7 375 | 7 693 | -    |